# Pedong
Pedong (autrefois Padang dans l'ancienne translittération française) est une petite ville de l'extrême nord du district de Darjeeling en Inde, dans le Bengale-Occidental. Sa population est estimée à 19 000 habitants, majoritairement de l'ethnie des Lepchas.

## Géographie
Pedong se trouve à une vingtaine de kilomètres à l'est de Kalimpong sur la route de Lava à une altitude de 1 240 mètres. De la ville, qui se trouve sur une crête, on peut observer le panorama de l'Himalaya oriental dominé par le Kangchenjunga. Pedong est partagée entre la ville haute et la ville basse. Elle se trouve sur l'ancienne route de la soie qui reliait Lhassa (au Tibet), à l'Inde par le col de Jelep La, à proximité également de la frontière du Bhoutan.

## Particularités
Les ruines d'un fort, le Damsang gadi, construit en 1690 par les Lepchas, se trouve aux abords de la ville. C'est le témoin silencieux des conflits avec les Dupkas du Bhoutan. Plus tard il a servi contre les forces de la compagnie anglaise des Indes orientales. Il est tombé en ruines après la guerre des Anglais contre le Bhoutan en 1864-1865. 
Le missionnaire français Auguste Desgodins (1826-1913), des Missions étrangères de Paris, installa sa mission sur la colline de la Croix (Cross Hill) en 1882. C'est aujourd'hui un lieu de pèlerinage. Desgodins est mort à Pedong à l'âge de 86 ans. Pedong était autrefois le siège d'un vicariat apostolique, intégré aujourd'hui au diocèse de Darjeeling.
St. George's School est un internat prestigieux de la région. Il y a aussi plusieurs écoles d'infirmières réputées. Les villages aux alentours comprennent Sakyong, Kasyong, Dalep, Kagey, Haut Menchu et Bas Menchu. Le monastère bouddhiste de Pedong (1837) est également un endroit qui vaut une visite. 
De Pedong, on peut partir en excursion du Damsang gadi vers Tinchuley pour admirer la vue sur les montagnes de l'Himalaya. La saison touristique a surtout lieu au printemps et en automne (après la mousson).

## Faune et flore
Pedong possède une faune variée surtout en ce qui concerne les oiseaux avec des espèces endémiques de l'Himalaya et des oiseaux venus des basses vallées.